# Truppe straniere nelle Waffen-SS

Il Gran Mufti di Gerusalemme Muhammad Amīn al-Husaynī visita le Waffen-SS bosniache musulmane

Waffen-SS erano i reparti combattenti delle Schutzstaffel o SS, distinti dalle Allgemeine-SS, a partire dal 1940 inclusero nei loro ranghi anche personale non tedesco, in linea con le intenzioni di Heinrich Himmler per il quale le SS si dovessero sviluppare come un'organizzazione germanica più che tedesca.
Anche prima della guerra erano state ammesse piccole percentuali di stranieri accettabili, comprendenti addirittura un soldato dalla doppia nazionalità tedesca e britannica, che aveva servito nella SS-VT Standarte Deutschland. All'inizio l'attestazione documentata della discendenza ariana costituì un requisito fondamentale per l'accettazione ma, con la rapida espansione delle Waffen-SS dopo il 1940, i regolamenti razziali divennero in certa misura lettera morta. Nel corso del conflitto le autorità della RuSHA sotto dure pressioni, si accontentarono di accettare dagli arruolati europei occidentali e tedeschi delle Waffen-SS una dichiarazione firmata di discendenza ariana, che avrebbe potuto essere controllata in seguito, quando fosse stato necessario o quando se ne fosse presentata l'opportunità.
Alla fine della guerra 25 delle 38 divisioni della Waffen-SS erano formate da personale volontario straniero, per una percentuale superiore al 50% del numero complessivo appartenenti a tale forza armata. Le provenienze dei volontari furono le più disparate sia come nazionalità sia come estrazione ideologica, in quanto a fianco di volontari decisamente convinti dell'ideologia nazista operarono anche persone semplicemente contrarie al bolscevismo, fanatici anti-semiti, compresi molti musulmani, e soldati che scelsero di arruolarsi come alternativa all'internamento nei campi di prigionia tedeschi.

## Volontari e coscritti di altre nazionalità

### Dell'Europa occidentale

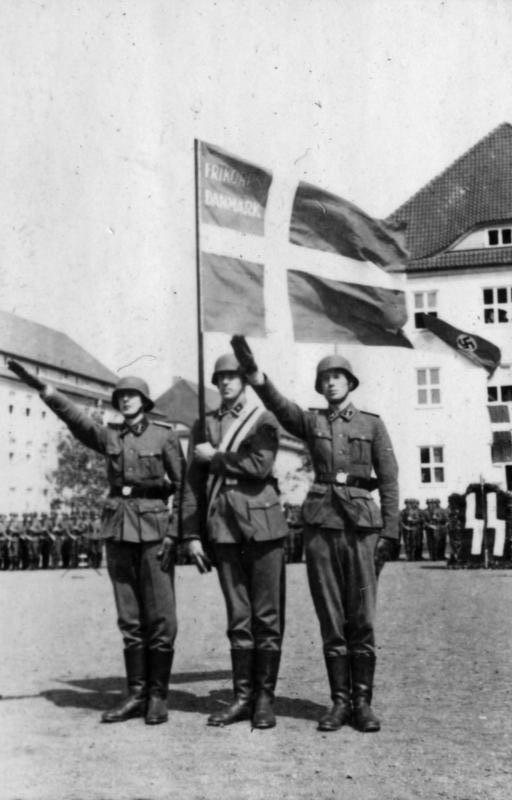
Giuramento del Dänischen SS-Freiwilligen des Frikorps Danmark, 1941

Con la conquista dell'Europa occidentale da parte dei tedeschi, agli ufficiali di reclutamento delle Waffen-SS si schiuse l'accesso a una gigantesca riserva di forze umane che la Wehrmacht non poteva arruolare. Un gran numero di simpatizzanti della Germania, di avversari del bolscevismo, di membri dei locali partiti politici pseudonazisti, di avventurieri e di semplici opportunisti orgogliosi di unire la propria sorte a quella della parte vincente.
La prima unità completa di volontari stranieri che le SS costituirono fu la Standarte Nordland composta nel 1942 da norvegesi e danesi. Ben presto fu affiancata dalla Standarte Westland comprendente olandesi e fiamminghi, e nel dicembre 1940 queste due formazioni si unirono con la SS-VT Standarte Deutschland per divenire la Wiking, una forza europea nel vero senso della parola. Tuttavia questa unità era formata in buona parte da tedeschi, o uomini di origine tedesca, i cosiddetti "tedeschi etnici" (particolarmente comuni nella Danimarca meridionale).
L'idea di legioni nazionali si estese rapidamente dai paesi germanici a quelli che simpatizzavano ideologicamente con la Germania, come la Croazia. Tuttavia, almeno nelle prime fasi della guerra, Himmler non fu disposto ad accogliere nelle SS volontari di dubbia identità razziale, e così le legioni orientali, al pari di quelle francesi, spagnole e vallone, furono assegnate all'esercito. Tra il 1940 e il 1941 vennero formate, sotto l'egida delle SS, le legioni Flandern, Niederlande, Norwegen e Freikorps Danmark. Queste truppe si distinguevano dalle vere e proprie SS tedesche per i distintivi, specifici per ogni nazione, e per il giuramento che prestavano, con il quale si impegnavano unicamente alla guerra contro il comunismo. Le legioni venivano catalogate come "affiancate" piuttosto che come parte integrante delle Waffen-SS, e furono indicate con il nuovo appellativo di unità Freiwilligen ("volontarie"). Il programma di reclutamento incontrò subito delle difficoltà, quando i membri di queste legioni scoprivano il disprezzo in cui erano tenuti dai loro colleghi tedeschi. Nonostante la promessa di terra gratuita nelle terre orientali conquistate per tutti i soldati delle SS vittoriosi, e la garanzia della piena cittadinanza tedesca per ogni volontario straniero dopo la guerra, il morale registrò un calo verticale all'inizio del 1942 quando la divisione Flandern fu decimata e dovette essere sciolta.
Le altre tre legioni (Niederlande, Norwegen e Freikorps Danmark) furono così fuse insieme per formare la divisione Nordland; un anno dopo, il contingente olandese aveva forze a sufficienza per essere distaccato e ricevere il rango di brigata indipendente che prese il nome di Nederland. Entrambe le formazioni combatterono valorosamente sul fronte orientale, in particolare in difesa degli stati Baltici, e insieme con il resto del 3. SS-Panzer-Korps germanico di Felix Steiner, presero parte alla celebre battaglia di Narva, nel luglio 1944, prima di essere distrutte nei combattimenti finali intorno a Berlino l'anno successivo.
Altre note formazioni di SS occidentali comprendevano la divisione Wallonien, che fu trasferita come brigata dall'esercito nel 1943 e si distinse in combattimento sotto la guida del suo comandante, il fascista belga Léon Degrelle, e la divisione francese Charlemagne anch'essa trasferita dall'esercito, che fu tra i più formidabili difensori di Berlino.
Ma nonostante la buona reputazione che i volontari occidentali guadagnarono in combattimento, il loro numero era troppo scarno per soddisfare l'esigenza che le SS aveva nel rimpiazzare le perdite subite, e così Berger si rivolse ai Volksdeutsche disseminati per l'Europa centrale e orientale. Soltanto in tre paesi, Romania, Ungheria e Jugoslavia, nel 1939 si stimava vivessero 1,5 milioni di persone di origine tedesca, i quali rappresentavano un imponente bacino di risorse umane. Il reclutamento di rumeni incominciò già nella primavera del 1940, ma un improvviso afflusso di volontari jugoslavi dopo l'invasione tedesca del 1941 convinse Berger a suggerire a Hitler la formazione di una divisione completa di Volksdeutsche jugoslavi. Il risultato fu la costituzione della SS-Gebirgs-Division "Prinz Eugen", progettata per la lotta antipartigiana contro il movimento di resistenza capeggiato da Tito.
Tra le unità occidentali presenti nelle Waffen-SS era il Britisches Freikorps (Corpo volontario britannico), unità composta da cittadini del Commonwealth britannico, comandato da John Amery, che non raggiunse mai una consistenza di trenta uomini. Amery fu processato e condannato per tradimento dal governo britannico e l'esecuzione ebbe luogo nel dicembre 1945.

### Dell'Europa orientale
Sempre nel tardo 1941, dovendo affrontare una carenza sempre maggiore di personale, Hitler concesse alle SS l'autorizzazione a coscrivere Volksdeutsche al di fuori della giurisdizione dell'esercito, non avendo nazionalità tedesca. In questo modo il livello di reclutamento fu impressionante ma la capacità e la qualità dei coscritti risultava scarsa, tanto che ben presto si guadagnarono la fama di specialisti nel massacro delle popolazioni civili e in facili obiettivi.

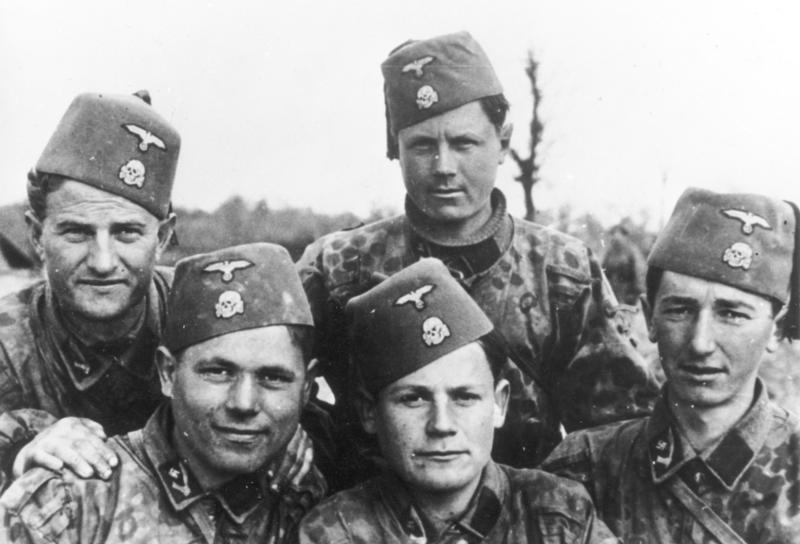
Uomini del 13. Waffen-Gebirgs-Division der SS "Handschar"

La politica congiunta di reclutamento di musulmani, cattolici croati e albanesi nelle divisioni Handschar, Kama e Skanderbeg, per combattere i partigiani di Tito e quelli albanesi, si rivelò un disastro, e tutte e tre le divisioni dovettero essere sciolte, a causa dell'elevato numero di diserzioni e per permettere ai comandanti tedeschi di impegnarsi altrove.
I tedeschi riuscirono a fare un uso migliore dei gruppi fascisti locali nelle zone confinanti alla Russia, oppositori del governo di Stalin in Unione Sovietica, persuadendo con successo un gran numero di uomini ad arruolarsi nella Schutzmannschaft per operazioni antiguerriglia. La svolta per gli ufficiali di reclutamento delle Waffen-SS avvenne nel 1943, quando non meno di 300.000 ucraini presentarono richiesta volontaria per entrare in una divisione delle SS, e 30.000 di essi vennero puntualmente accettati. Più dell'80% vennero uccisi l'anno successivo dall'Armata Rossa, quando la divisione ucraina rimase intrappolata nella sacca di Brody-Tarnow. Nell'estate 1944, dopo il fallimento dell'attentato dinamitardo di luglio a Hitler, Himmler ricevette poteri militari senza precedenti come Comandante in Capo dell'esercito sul fronte interno, acquisendo il comando effettivo su tutte le forze di riserva e di rimpiazzo del Reich.
Egli si adoperò per incrementare gli effettivi con il trasferimento nelle Waffen-SS di qualche volontario armeno e georgiano, e altri cosacchi e abitanti del Turkestan in delle legioni create in fretta e furia dell'esercito. Tuttavia le effettive prestazioni in combattimento dei collaborazionisti orientali furono disastrose; solo le divisioni baltiche raggruppate nel 6. SS-Waffen-Armeekorps sotto il comando dell'SS-Obergruppenführer Walther Krüger, riuscirono a tener fede ad alcune modeste aspettative difendendo i territori occupati con particolare ferocia, ma tutte le altre, oltre ad aver raccolto pochissime adesioni, aderirono alle formazioni tedesche con scarsissimo entusiasmo e perlopiù sotto minaccia. Infatti Himmler le considerava unicamente come truppe ausiliarie di razza inferiore, e di fatto carne da cannone. Questi soldati non vennero mai presi in considerazione come SS vere e proprie, e non ebbero mai il permesso di portare le rune delle SS: benché per convenienza indossassero un'uniforme che ricordava vagamente quella delle SS, ebbero una propria e specifica serie di distintivi, in modo che fosse impossibile confonderli con gli uomini delle "vere" SS. Himmler ordinò che le nuove formazioni delle Waffen-SS, create con personale di nazionalità diversa da quella tedesca, dovessero essere designate Division der SS (divisioni delle SS) invece di SS Division (divisioni SS).
Non è sorprendente che la lealtà di questi soldati orientali fosse opportunistica se non forzata, e il loro terrificante comportamento, quando furono scatenati sulla popolazione civile polacca durante l'insurrezione di Varsavia dell'autunno 1944, indusse alcuni tra i comandanti delle SS a esigere il loro ritiro.

## Numeri
I soldati di nazionalità non tedesca giunsero a costituire la maggior parte (circa il 57%) delle Waffen-SS. Si stima che durante la guerra servirono nelle Waffen-SS 400.000 tedeschi del Reich contro 137.000 europei occidentali, 200.000 europei orientali e 185.000 Volksdeutsche. Qui in seguito si espone una tabella con i soldati di nazionalità non tedesca:
Europei orientali
- Cosacchi: 50.000
- Lettoni: 35.000
- Ucraini: 30.000
- Estoni: 20.000
- Croati: 20.000
- Serbi: 15.000
- Bielorussi: 12.000
- Abitanti del Turkestan: 8.000
- Rumeni: 5.000
- Albanesi: 3.000
- Bulgari: 1.000
- Finnici: 1.000

Europei occidentali
- Olandesi: 50.000
- Fiamminghi: 7.000
- Italiani: 20.000
- Valloni: 7.000
- Danesi: 11.000
- Francesi: 8.000
- Norvegesi: 6.000
- Spagnoli, svizzeri, svedesi, lussemburghesi, britannici: 4.000

Volksdeutsche (per regione di origine)
- Ungheria: 80.000
- Cecoslovacchia: 45.000
- Croazia: 25.000
- Europa occidentale: 16.000
- Romania: 8.000
- Polonia: 5.000
- Serbia: 5.000
- Scandinavia: 775
- Unione Sovietica: 100
- Francia: 84
- Altri: 41[13]

C'erano anche unità, come la Sturmbrigade Dirlewanger, che accettavano nelle loro file criminali e delinquenti di ogni sorta, oltre che personale arruolato nei campi di concentramento.

## Gli ufficiali
Mentre la maggioranza dei soldati delle Waffen-SS non erano tedeschi, i quadri ufficiali di queste unità in tempo di guerra erano costituiti quasi interamente da uomini di nazionalità tedesca, che detenevano tutti i gradi più importanti. La grande maggioranza degli ufficiali non tedeschi delle divisioni straniere premetteva al grado l'indicazione Legions o Waffen- piuttosto che SS- (ad esempio Waffen-Standartenführer der SS) e come i loro uomini essi non erano classificati tra le SS. Per questo motivo persino figure molto importanti come Léon Degrelle, detentore della Croce di cavaliere con foglie di quercia, e primo in assoluto a ricevere la Spilla d'oro per il combattimento corpo a corpo, non meritò l'inclusione nella Dienstalterliste.

## Le divisioni straniere
Le divisioni costituite da personale tedesco erano note come SS-Divisionen mentre quelle che comprendevano principalmente Volksdeutsche o personale germanico di volontari o di coscritti erano chiamate SS-Freiwilligen-Divisionen. Le unità composte in maggior parte di europei dell'est o di russi erano chiamate Waffen Divisionen der SS, termine che denotava l'associazione in condizioni di inferiorità alle Waffen-SS piuttosto che l'effettiva appartenenza a esse.
Nell'ultima parte della guerra non era infrequente che le truppe divisionali fossero riunite a formare un gruppo di combattimento per scopi specifici, o che unità minori fossero assorbite da unità maggiori semplicemente perché queste si trovavano a essere stanziate nelle vicinanze. Esistevano anche formazioni di rimpiazzo, come la SS-Ersatzbrigade formata da lettoni, che da sola, annoverava quaranta compagnie complete di uomini in addestramento, e alcune unità dalla storia quasi sconosciuta come la Indische Freiwilligen Legion, costituita da prigioniera di guerra indiani avversi ai britannici, catturati in Italia o Nordafrica. Una delle unità più singolari fu l'Osttürkischer Waffen-Verband der SS, composto da tre Waffengruppen der SS di religione islamica, formate di tartari del mar Caspio e del mar Nero e comandate dall'SS-Standartenführer Wilhelm Hintersatz.

### Maggiori unità straniere
5. SS-Panzer-Division "Wiking" 

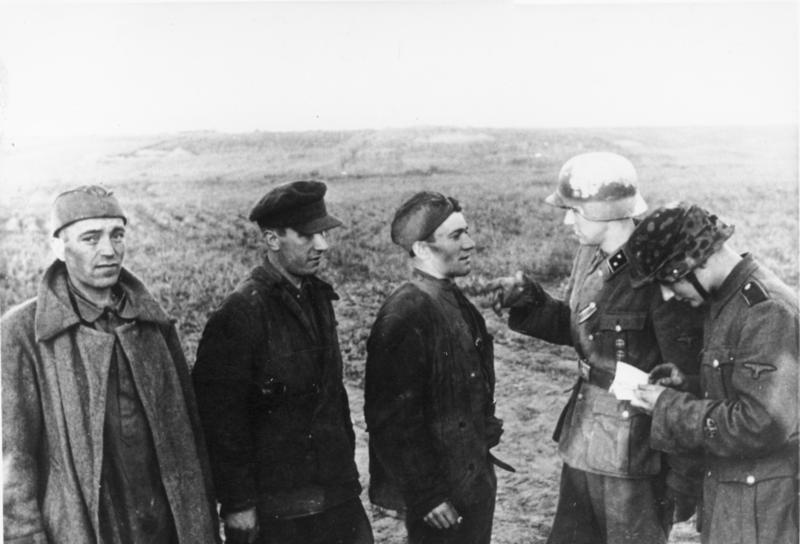
Volontari norvegesi in Russia con alcuni prigionieri sovietici

Alla fine del 1940 venne autorizzata la creazione di una divisione SS multinazionale (la 5. SS-Panzer-Division "Wiking") e il comando fu assegnato al Brigadeführer (generale di brigata) Felix Steiner. Steiner si immerse nell'organizzazione della divisione di collaborazionisti, diventando ben presto il sostenitore di un numero maggiore di unità straniere. La 5.SS Wiking fu inviata in combattimento alcuni giorni dopo l'inizio dell'invasione dell'Unione Sovietica (operazione Barbarossa), dimostrandosi un'unità combattente di notevole rilievo. Divenne sia una divisione di quelle considerate "di élite" sia un modello di cosa avrebbe potuto essere ottenuto tramite un accurato reclutamento e addestramento. Tuttavia nei suoi ranghi il numero di personale straniero non fu mai superiore al 40%, rifacendosi pesantemente a ufficiali, sottufficiali e personale tecnico tedeschi per la maggior parte della forza.
 14. Waffen-Grenadier-Division der SS (ukrainische Nr. 1) 
 15. Waffen-Grenadier-Division der SS 

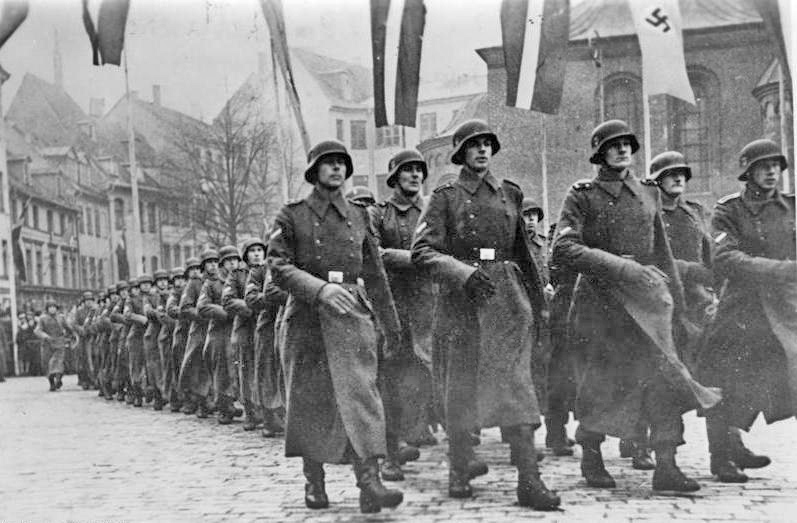
Soldati lettoni della 15. Waffen-Grenadier-Division

Nell'agosto del 1941 i tedeschi cominciarono a reclutare lettoni nei battaglioni di polizia ausiliaria, che nel 1944 questi erano diventati più di quaranta. Il 10 febbraio 1943 Hitler ordinò la costituzione di una legione di volontari lettoni e quasi simultaneamente cominciarono a formarsi due divisioni Waffen-SS (in seguito designate 15. Waffen-Grenadier-Division der SS e 19. Waffen-Grenadier-Division der SS). Dall'ottobre 1943 le divisioni formarono il VI Corpo d'armata SS.
 19. Waffen-Grenadier-Division der SS 
 20. Waffen-Grenadier-Division der SS 
Nell'estate del 1942 le Waffen-SS cominciarono a costituire una legione dell'Estonia, che nel marzo del 1943 aveva raggiunto una forza di 969 uomini. A maggio la legione fu trasformata in brigata, e nel gennaio 1944 ottenne lo status di divisione, e combatté dal febbraio al settembre dello stesso anno nel settore settentrionale del fronte orientale. A esso si unirono molti nazionalisti estoni contro l'offensiva sovietica ormai imminente.
 24. Waffen-Gebirgs-Division der SS 
La 24. Waffen-Gebirgs-Division der SS era il nome di un'unità delle Waffen-SS, composta prevalentemente da volontari italiani e sloveni, Reichsdeutsche e Volksdeutsche.
 25. Waffen-Grenadier-Division der SS Hunyadi 
 26. Waffen-Grenadier-Division der SS Hungaria 
 28. SS-Freiwilligen-Grenadier-Division der SS "Wallonien" 
L'8 agosto del 1941 il primo reparto di volontari belgi (valloni) lasciò Bruxelles per andare ad addestrarsi in Polonia. Nel giugno del 1943 la Legione vallona fu trasferita alle Waffen-SS con la denominazione di Sturmbrigade Wallonien. Nel settembre del 1944 diverrà la 28. SS-Freiwilligen-Grenadier-Division der SS "Wallonien". I belgi parteciparono a molte azioni disperate intervenendo in battaglie ormai destinate alla sconfitta, specialmente a Čerkasi nel 1943 e a Narva nel 1944.
 29. Waffen-Grenadier-Division der SS 
La 29. Waffen-Grenadier-Division der SS nacque il 9 marzo 1945 per trasformazione di unità di rango minore il cui primo nucleo risale al novembre 1943.
La divisione venne costituita con volontari italiani provenienti dai campi di prigionia, seguendo però particolari discriminanti: gli uomini porteranno delle mostrine rosse invece della doppia runa classica, i quadri saranno tedeschi, ecc. La divisione nasce come Italienische-Freiwilligen-Legion, poi incorporata nelle SS, riuscì a essere inserita nelle Waffen-SS su richiesta di Wolff e Himmler.
Nell'aprile 1944 aprile tre battaglioni parteciparono agli scontri con gli Alleati ad Anzio-Nettuno, ricevettero per questo il permesso di fregiarsi delle mostrine da SS classiche cioè: doppie rune bianche su sfondo nero e fu decorato il gagliardetto del reggimento con la medaglia d'argento.
Il resto della sua vita operativa si svolse nella guerra contro le truppe francesi per il controllo dei confini occidentali italiani e nella repressione anti-partigiana.
 33. Waffen-Grenadier-Division der SS "Charlemagne" 
A partire dal 1943 le Waffen-SS ammisero francesi di pura discendenza ariana e di età compresa tra i 20 e i 25 anni; cominciò così il reclutamento per un reggimento SS francese (Légion des volontaires français). Nel luglio del 1944, il reggimento, con una forza di 1.688 uomini, ricevette il nome di Brigata d'assalto volontari francesi SS, e fu mandato sul fronte orientale, che in quel periodo era in Galizia. Dopo aver subito gravi perdite in accaniti combattimenti, fu ritirato dal fronte e mandato a Danzica, dove i superstiti costituirono la divisione Charlemagne. I francesi della Charlemagne, assieme a un pugno di norvegesi della Nordland furono tra gli ultimi difensori della Cancelleria del Reich durante la battaglia di Berlino nell'aprile-maggio 1945, e gli ultimi soldati ad arrendersi alle truppe dell'Armata Rossa.
 33. Waffen-Kavallerie-Division der SS 

### Altre unità
Battaglioni:
- 1. Ungarische-SS-Schi-Bataillon

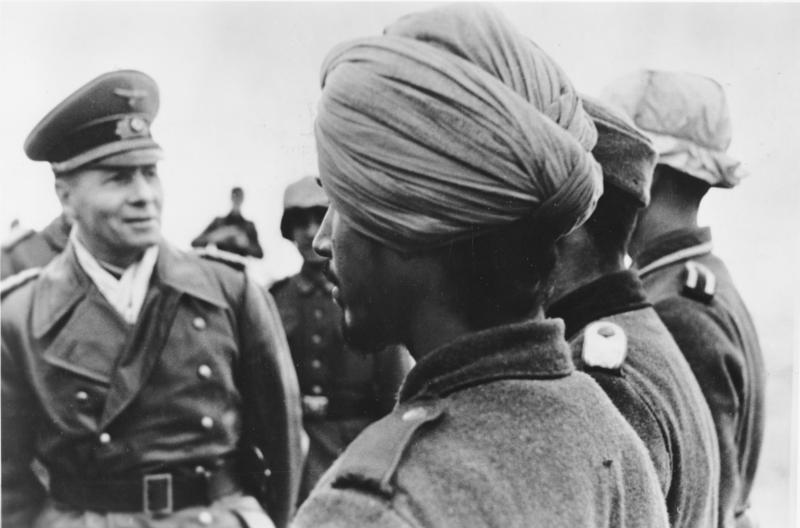
Rommel ispeziona i legionari della Indische Legion nella Francia occupata, Biskaya febbraio 1944

- Deutsche-Arabische Bataillon Nr 845
- SS-Schijäger Bataillon Norwegen

Freikorps:
- Britisches Freikorps
- Freikorps Danmark

Jäger-Battalione:
- SS-Jagdverband Nordwest
- SS-Jagdverband Ost

Kompanien:
- Spanische-Freiwilligen-Kompanie der SS 101
- Spanische-Freiwilligen-Kompanie der SS 102

Legionen:
- Armenische Legion
- Azerbajdzansche Legion
- Estnische SS-Legion
- Freiwilligen Legion Norwegen
- Georgische Legion
- Indische Freiwilligen Legion der Waffen-SS
- Italienische-Freiwilligen-Legion
- Lettische SS-Freiwilligen Legion
- Legião Verde, fu formata da circa 500 volontari, il quale costituì un battaglione di volontari fascisti portoghesi, detti Viriatos, che entreranno a far parte della 250. Infanterie-Division spagnola e da questi, almeno una cinquantina entreranno, in seguito, tra le file delle Waffen-SS.
- Nordkaukasische Legion
- SS-Freiwilligen Legion Flandern
- SS-Freiwilligen Legion Niederlande
- SS-Freiwilligen-Verband Flandern
- SS-Freiwilligen-Verband Niederlande
- Wolgatatarische Legion
- Turkistanische Legion

Waffen-Verbände:
- Bretonischer Waffenverband der SS Bezzen Perrot
- Kaukasischer Waffen-Verband der SS
- Osttürkischer Waffen-Verband der SS

Altre unità:
- Deutsche-Arabische Lehr Abteilung
- Domobranci
- Ethelontiki Chorophylaki
- Kalmucken Kavallerie Korps
- Serbisches SS-Freiwilligen Korps
- XV SS-Kosaken Kavallerie Korps

Per ulteriori approfondimenti vedere Foreign Volunteers der Waffen-SS su Axishistory.com, su axishistory.com. URL consultato il 7 agosto 2011.